# A proposito di Henry
A proposito di Henry (Regarding Henry) è un film del 1991 diretto da Mike Nichols.

## Trama
Henry Turner è un cinico avvocato di successo di Manhattan che, a causa del suo lavoro, finisce spesso per trascurare la moglie Sarah e la figlia Rachel. Nel suo mestiere è anche bugiardo e nella sua ultima causa non ha esitato a occultare prove per poter scagionare il suo assistito; a farne le spese è stato il povero Mr. Matthews, il quale aveva citato l'ospedale per danni, in quanto responsabile dei suoi problemi fisici irreversibili.
Una notte Henry si reca nel minimarket sotto casa per comprare delle sigarette, ma scopre che è in corso una rapina e il ladro, armato di pistola, gli spara due colpi. Ricoverato d'urgenza in ospedale, rimane in coma per alcuni giorni e, al risveglio, si ritrova privo di memoria. Grazie a un fisioterapista, Bradley, Henry torna lentamente a essere autosufficiente e Rachel gli insegna di nuovo a leggere e a scrivere. Successivamente, però, la figlia parte per un costoso college femminile che lui e Sarah avevano già scelto a suo tempo con grande dispiacere di Henry (che non ricordava la cosa).
Riacquistata ormai la memoria, l'uomo ritorna a lavorare, mentre sua moglie gli propone di trasferirsi in una casa più piccola e meno costosa. Tuttavia, Henry capisce di essere cambiato e non vuole più fare l'avvocato. Una sera, mentre lui e Sarah sono a una cena, Henry riceve numerosi commenti scoraggianti da alcuni suoi presunti "amici" sul suo lavoro di avvocato, dopodiché, rientrati a casa, trova delle lettere del suo collega ed amico Bruce con cui Sarah in passato aveva una relazione; Henry l'affronta e poi esce, lasciandola nella disperazione. Poco dopo incontra Linda, una sua ex collega con cui a sua volta aveva avuto una relazione per la quale aveva intenzione di lasciare Sarah; inizialmente non la riconosce a causa dell'amnesia, ma poi capisce di aver sbagliato anche lui in passato e perciò ritorna da Sarah e si riconcilia con lei. In seguito si licenzia dal suo studio, consegna le prove che aveva nascosto alla famiglia di Mr. Matthews, dopodiché la coppia raggiunge il college di Rachel per riprendere la ragazza, per poi andare a vivere finalmente tutti insieme nella nuova casa per cominciare una nuova vita famigliare più felice.

## Produzione
Le scene furono girate dal 14 settembre al 12 dicembre 1990.

## Riconoscimenti
- 1992 - London Critics Circle Film Awards
  - Esordiente dell'anno a Annette Bening
- 1992 - Young Artist Awards
  - Nomination Miglior film drammatico per la famiglia
  - Nomination Miglior attrice giovane a Kamian Allen

## Slogan promozionali
- «The story of a man who had everything, but found something more. »
- «La storia di un uomo che aveva tutto, ma trovò qualcosa di più.»

## Accoglienza

### Incassi
Il film negli Stati Uniti incassò 43001500 $.